# Герівілл (Луїзіана)
Герівілл (англ. Garyville) — переписна місцевість (CDP) в США, в окрузі Сент-Джон-Баптист штату Луїзіана. Населення — 2123 особи (2020).

## Географія
Герівілл розташований за координатами 30°3′57″ пн. ш. 90°38′5″ зх. д. / 30.06583° пн. ш. 90.63472° зх. д. (30.065727, -90.634729).  За даними Бюро перепису населення США в 2010 році переписна місцевість мала площу 41,56 км², з яких 36,95 км² — суходіл та 4,61 км² — водойми.

## Демографія
Згідно з переписом 2010 року, у переписній місцевості мешкало 2811 осіб у 1005 домогосподарствах у складі 748 родин. Густота населення становила 68 осіб/км².  Було 1148 помешкань (28/км²).
Расовий склад населення:
| - 53,5 % — чорних або афроамериканців - 45,5 % — білих - 0,1 % — корінних американців |

До двох чи більше рас належало 0,7 %. Частка іспаномовних становила 0,9 % від усіх жителів.
За віковим діапазоном населення розподілялося таким чином: 25,5 % — особи молодші 18 років, 62,5 % — особи у віці 18—64 років, 12,0 % — особи у віці 65 років та старші. Медіана віку мешканця становила 36,1 року. На 100 осіб жіночої статі у переписній місцевості припадало 91,6 чоловіків;  на 100 жінок у віці від 18 років та старших — 91,9 чоловіків також старших 18 років.
Середній дохід на одне домашнє господарство  становив 47 399 доларів США (медіана — 37 120), а середній дохід на одну сім'ю — 51 125 доларів (медіана — 46 688). Медіана доходів становила 53 529 доларів для чоловіків та 42 520 доларів для жінок. За межею бідності перебувало 38,4 % осіб, у тому числі 63,2 % дітей у віці до 18 років та 11,1 % осіб у віці 65 років та старших.
Цивільне працевлаштоване населення становило 751 особа. Основні галузі зайнятості: виробництво — 24,0 %, освіта, охорона здоров'я та соціальна допомога — 19,4 %, науковці, спеціалісти, менеджери — 18,2 %.